# Michael Moszonow
Michael Moszonow (hebr. מיכאל מושונוב, ur. 3 marca 1986 w Tel Awiwie) – izraelski aktor i raper.
Wraz z Michaelem Cohenem tworzy izraelski duet hip-hopowy Cohen@Mushon.

## Kariera
Jest synem izraelskiego aktorskiego małżeństwa Moniego Moshonova i Sandry Sade. Już w 1991 wystąpił u boku swego ojca w izraelskim filmie muzycznym dla dzieci Kemo Gdolim. Po roku 2001 wystąpił w szeregu izraelskich i obcych produkcjach filmowych: Ślub mimo woli (2001, reż. Dover Koshashvili), Tehilim (2007, reż. Raphaël Nadjari), Dla mojego ojca (2008, reż. Dror Zahavi), Niespokojne dusze (2008, reż. Amos Kollek), Liban (2009, reż. Szemu’el Ma’oz), Policjant (2011, reż. Nadav Lapid), Potop (2011, reż. Guy Nattiv), Tańczący Arabowie (2014, reż. Eran Riklis), Maria Magdalena (2018, reż. Garth Davis).